# Lacco Ameno
Lacco Ameno è un comune italiano di 4 465 abitanti della città metropolitana di Napoli, situato sull'isola d'Ischia.

## Geografia fisica

### Territorio
È il meno esteso comune dell'isola d'Ischia, occupa la parte nord-ovest dell'isola e si estende lungo il mare e sulle prime pendici del Monte Epomeo.
Confina a est con Casamicciola Terme e a ovest con Forio.

## Origini del nome
Secondo la maggior parte degli studiosi, il nome Lacco deriva dal greco λάκκος che significa 'cisterna, serbatoio, fossa’. Il 18 novembre 1862 il Consiglio comunale chiese al re Vittorio Emanuele II l'aggiunta dell'aggettivo "Ameno" al nome Lacco; concessione poi accordata con decreto ministeriale del 4 gennaio 1863.

## Storia
La fondazione della città, per opera dei Greci, è databile a circa il 770 a.C. ed è considerata la più antica polis occidentale.
Il 28 luglio 1883 Lacco Ameno fu gravemente danneggiato da un terremoto; insieme al vicino comune di Casamicciola il terremoto fece oltre 2 300 vittime. 269 case, circa il 69% dell'intero tessuto edilizio, furono completamente distrutte, solo 18 edifici rimasero intatti.
Tuttavia, ciò non ha impedito il passaggio da villaggio di pescatori a località termale di pregio. L'imprenditore cinematografico, editore italiano e filantropo Angelo Rizzoli ha reso Lacco Ameno un luogo frequentato dal jet set internazionale costruendo a cavallo fra gli anni 1950 e 1960 diversi hotel di lusso, ancora oggi fiore all'occhiello dell'accoglienza isolana. Fece di “Villa Arbusto” la sua residenza privata (villa fatta costruire nel 1785 dal duca d’acquaviva) e si adoperó affinché i suoi giornali e la sua casa di produzione cinematografica, facessero da cassa di risonanza ai benefici delle acque termali e al gossip dell'isola verde. Furono molti i film che videro l'isola protagonista: Vacanze a Ischia, Appuntamento a Ischia e molti altri. Per "Villa Arbusto" passarono ministri, intellettuali, industriali, personaggi dello spettacolo e stuoli di splendide donne.
Tutto contribuì ad una stagione di crescita sociale ed economica; vi si tennero diverse prime cinematografiche di livello internazionale, su tutte quella di Un re a New York di Charlie Chaplin  nel 1957. Nel 1962 fu fondato l'ospedale Anna Rizzoli, primo e unico ospedale dell'isola.
Angelo Rizzoli morì il 24 settembre 1970: un museo a Villa Arbusto, il corso di Lacco Ameno a lui intitolato, un premio cinematografico e un busto bronzeo in piazza Santa Restituta mantengono vivo il suo ricordo.
Il 21 agosto 2017 un terremoto di magnitudo 4 ha colpito Lacco Ameno e Casamicciola Terme, uccidendo due persone e facendo crollare parzialmente una chiesa della zona alta.

### Simboli
Nello stemma comunale è raffigurata Santa Restituta in piedi su un isolotto nel mare, tenente nella destra la palma del martirio e nella sinistra un'imbarcazione. Il gonfalone è un drappo di azzurro.

## Monumenti e luoghi d'interesse
Lacco Ameno, un anfiteatro naturale che si apre sul mare, presenta le acque termali con il più alto coefficiente di radioattività nelle fonti cosiddette di Santa Restituta, patrona della cittadina e dell'intera Isola.
- Torre del Municipio, ex convento dei Carmelitani, edificato nel 1589[9], che si affaccia sulla piazza Santa Restituta;
- Basilica e Museo di Santa Restituta, dedicato a santa Restituta d'Africa, compatrona dell'isola d'Ischia. Al di sopra della Basilica paleocristiana (visitabile) sorse nel 1036 un Oratorio dedicato alla Santa, ingrandito poi nel 1301. Sul finire del Cinquecento i Carmelitani ne modificarono la struttura costruendo l'attuale basilica, dotandola di diversi altari e della statua in legno della santa. L'attuale facciata, che prospetta sull'omonima piazza, è di stile neoclassico (1910), vi si legge: Divae Restitutae V. et M. Patronae Totius Aenariae Sacrum. Secondo la tradizione, nel 304, Proclinio, dopo averla martirizzata, la mise in una barca impeciata affinché fosse bruciata in mezzo al mare. Il fuoco si appiccò invece alla barca dei carnefici, mentre la salma della Vergine Restituta di Cartagine giunse miracolosamente dalla lontana Africa, approdando nella baia di "San Montano". Un angelo in sogno avvertì la matrona Lucina dell'arrivo delle spoglie della santa. Prontamente la matrona accorse alla baia miracolosamente fiorita di gigli (pancratium maritimum). Da allora la basilica a lei dedicata, il 16, 17 e 18 maggio di ogni anno è sede, a ricordo del miracoloso evento, di solenni festeggiamenti.
Nel marzo del 2001 papa Giovanni Paolo II l'ha elevata alla dignità di basilica minore.[10]
- Parrocchia di Santa Maria delle Grazie: costruita nel 1675 dalla famiglia Monti come cappella privata, fu completata nel 1732. Dopo il terremoto del 1883 fu inagibile per cinquant'anni a causa dei danni subiti. Dopo vari interventi di rifacimento fu riaperta al culto nel 1943, con la funzione di chiesa parrocchiale. Custodisce al suo interno una statua di Ercole leonino del I secolo a.C., trasformata oggi in acquasantiera, e un pulpito in legno scolpito, proveniente dalla ex-cattedrale del Castello Aragonese di Ischia[11].
- Chiesa della SS. Annunziata: nel 1400 esisteva una piccola chiesa rurale, ristrutturata e ampliata a proprie spese nel 1540 dal canonico Aniello Monte. Nel 1598 divenne parrocchia, funzione mantenuta fino al 1943, anno in cui la sede parrocchiale fu trasferita nella chiesa di Santa Maria delle Grazie[12].
- Chiesa dell'Assunta: ubicata in piazza Rosario, si trova accanto ai ruderi di un'antica chiesa dedicata al Santissimo Rosario, distrutta nel terremoto del 1883. È sede di un'antica congregazione laicale risalente al 1600. Il campanile risale al 1972[13].
- Chiesa di San Rocco e Congrega di Sant’Anna: ubicata in piazza Rosario, risale al 1542. Distrutta dal terremoto del 1883 e successivamente ricostruita, fu aggiunto il campanile nel 1976[14].
- Chiesa di San Giuseppe: ubicata in località Fango, costruita nel 1714, fu danneggiata in modo non grave dal terremoto del 1883. Per adeguarla all'aumento della popolazione, fu demolita nel 1966 e ricostruita. I lavori terminarono nel 1973, anno in cui fu aggiunto il campanile. Danneggiata dal terremoto del 2017, è da allora inagibile[15].
- Museo archeologico di Pithecusae a Villa Arbusto, con reperti preistorici e resti dei prodotti dei ceramisti greci dei secoli VIII-II a.C. Il museo ospita la Coppa di Nestore, che riporta il più antico frammento poetico in lingua greca. La coppa fu portata alla luce nel 1955 dagli scavi della vicina necropoli di San Montano, per merito dell'archeologo tedesco Giorgio Buchner[16].

### Lo scoglio "il Fungo"

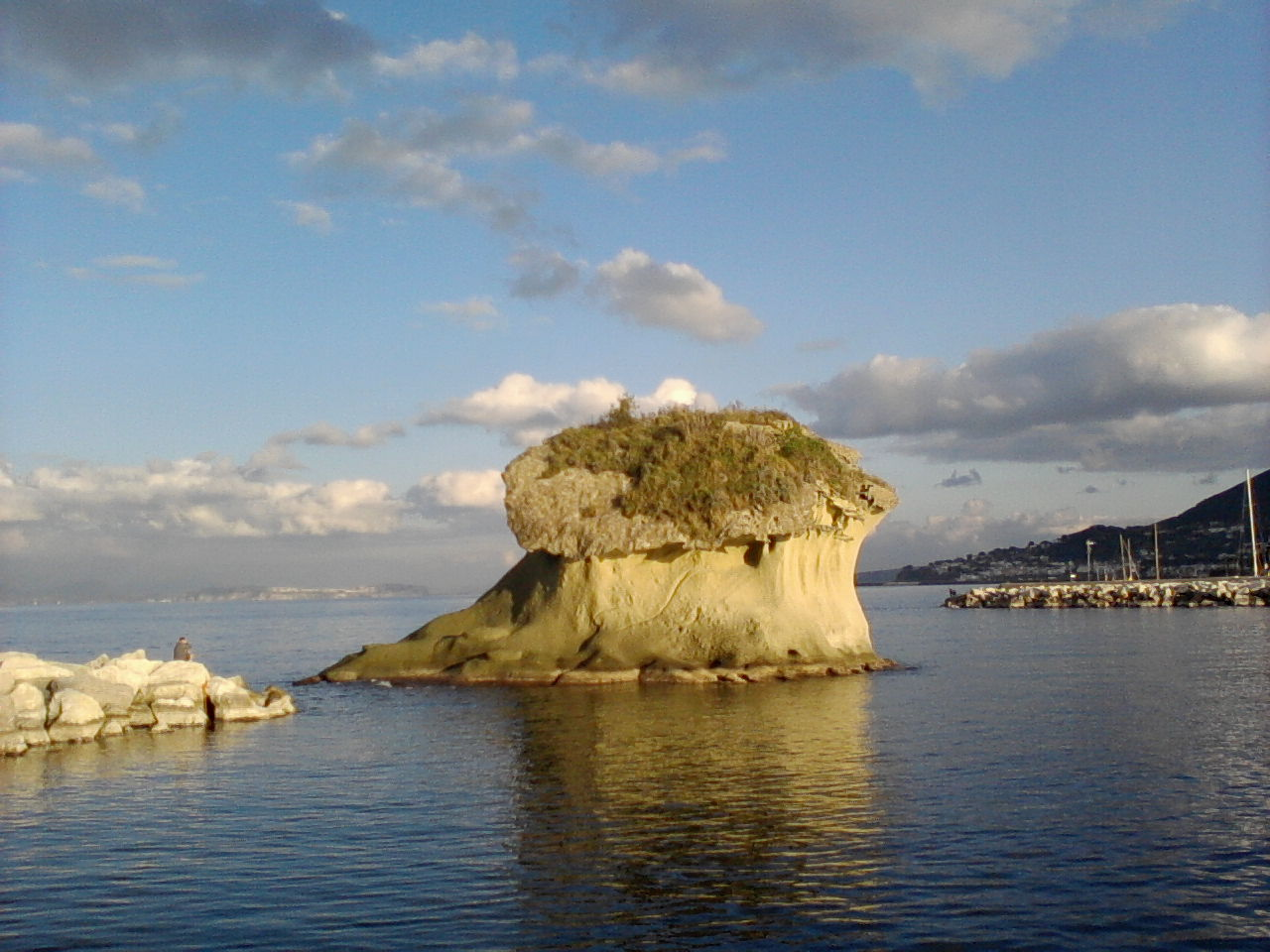
Il caratteristico "Fungo"

Il simbolo principale è "Il Fungo": situato in mezzo al mare, ai margini di una scogliera, è un antico scoglio di tufo verde alto circa 10 metri. Eruttato dalla bocca del Monte Epomeo, con il tempo si è raffreddato e il mare lo ha eroso, facendogli assumere la caratteristica forma di un fungo, che lo ha reso famoso.

## Società
Abitanti censiti

### Etnie e minoranze straniere
Secondo i dati ISTAT al 31 dicembre 2018 i cittadini stranieri residenti a Lacco Ameno erano 421, corrispondenti all'8,7% della popolazione. Le nazionalità maggiormente rappresentate erano:
1. Ucraina 111 2,3%
2. Repubblica Dominicana 103 2,1%
3. Romania 60 1,2%
4. Polonia 23 0,4%
5. Senegal 20 0,4%

### Tradizioni e folclore
Tradizionalmente la festa di santa Restituta era l'occasione in cui i fidanzati compivano la loro pubblica uscita. Le ragazze in età da marito (in dialetto isolano zitegghie) regalavano al ragazzo in età da moglie (in dialetto schioso) la canasta (un uovo tinto di rosso) in occasione della Pasqua. Il ragazzo ricambiava, accompagnando la ragazza alla festa della santa patrona dell'isola. Recita il detto popolare: A Pasche senza canaste, a santa Restetute appappa mosche, "Se a Pasqua non ho la canasta, a santa Restituta mangerai mosche".
Pare santa Restetutë ("sembra santa Restituta"), si dice di una donna particolarmente ingioiellata. Il detto isolano nasce dalla tradizione di rivestire la statua della santa con preziosi ex voto quando è portata in processione.
I lacchesi sono apostrofati ironicamente dagli altri abitanti dell'isola "senza crianza" per la loro spregiudicatezza nel fare denaro. Un blasone popolare mordace recita infatti: 'A pesa int'a valanza, pur a m**** pia e pesa, 'u lacchese senza crianza".

## Cultura

### Musica
Lacco Ameno è il titolo di una canzone napoletana contenuta nell'album Accussì grande di Massimo Ranieri su testo di Enzo Bonagura e musica di Renato Carosone.
A Lacco Ameno è una canzone di Roberto Murolo dedicata al paese.

## Geografia antropica

### Località
Lacco Ameno si compone di diverse località:
- Il corso Angelo Rizzoli e la piazza (con i tanti alberghi di lusso e le boutiques)
- e una zona interna dove molti residenti vivono (ʼo Lacco ʼe coppa "il Lacco di sopra")

## Economia
Grazie all'imprenditore Angelo Rizzoli (1889-1970), che edificò il primo grande albergo a cinque stelle, Lacco Ameno diventò a partire dagli anni cinquanta e sessanta del secolo scorso una meta frequentata e amata dal jet-set internazionale: tra i tanti habitué di rilievo spiccano il reale britannico Duca di Windsor, gli attori Clark Gable e Liz Taylor, e l’ultimo scià di Persia, Mohammad Reza Pahlavi. Il primo e unico indotto del paese è rappresentato dal turismo, con particolare vocazione al segmento del lusso. Con gli alberghi si è sviluppata una catena commerciale di boutique e gioiellerie ancora oggi visibili nella piazza principale dedicata alla santa patrona. La prima infrastruttura del paese è rappresentata dal porto turistico che ospita un rinomato pontile dedicato all’attracco dei mega-yacht.

## Amministrazione
Di seguito è presentata una tabella relativa alle amministrazioni che si sono succedute in questo comune.
| Periodo          | Periodo          | Primo cittadino      | Partito               | Carica              | Note   |
| ---------------- | ---------------- | -------------------- | --------------------- | ------------------- | ------ |
| 5 ottobre 2020   | in carica        | Giacomo Pascale      | lista civica: Il faro | Sindaco             | [ 21 ] |
| 17 giugno 1985   | 6 giugno 1990    | Tommaso Patalano     | lista civica          | Sindaco             | [ 21 ] |
| 6 giugno 1990    | 27 maggio 1992   | Vincenzo Mennella    | Democrazia Cristiana  | Sindaco             | [ 21 ] |
| 27 maggio 1992   | 25 ottobre 1992  | Giovanni Orefice     |                       | Comm. pref.         | [ 21 ] |
| 25 ottobre 1992  | 17 novembre 1997 | Tommaso Patalano     | lista civica          | Sindaco             | [ 21 ] |
| 31 maggio 1993   | 28 gennaio 1994  | Maria Assunta Falco  |                       | Comm. pref.         | [ 21 ] |
| 17 novembre 1997 | 28 maggio 2002   | Domenico De Siano    |                       | Sindaco             | [ 21 ] |
| 28 maggio 2002   | 29 maggio 2007   | Domenico De Siano    | centro-destra         | Sindaco             | [ 21 ] |
| 29 maggio 2007   | 12 marzo 2012    | Restituta Irace      | lista civica          | Sindaco             | [ 21 ] |
| 12 marzo 2012    | 7 maggio 2012    | Rosanna Sergio       |                       | Comm. pref.         | [ 21 ] |
| 7 maggio 2012    | 7 ottobre 2014   | Carmine Monti        |                       | Sindaco             | [ 21 ] |
| 7 ottobre 2014   | 1º giugno 2015   | Giovanna Cerni       |                       | Comm. straordinario | [ 21 ] |
| 1º giugno 2015   | 17 ottobre 2019  | Giacomo Pascale      | lista civica: Il faro | Sindaco             | [ 21 ] |
| 17 ottobre 2019  | 5 ottobre 2020   | Simonetta Calcaterra |                       | Comm. straordinario | [ 21 ] |
| 5 ottobre 2020   | in carica        | Giacomo Pascale      | lista civica: Il faro | Sindaco             | [ 21 ] |

## Sport
Ha sede nel comune la società di calcio Lacco Ameno 2013. Partecipa al campionato di prima categoria girone B 2024/2025

### Impianti sportivi
Stadio Vincenzo Patalano inaugurato nel 1975 con una capienza di 500 posti.

## Galleria d'immagini

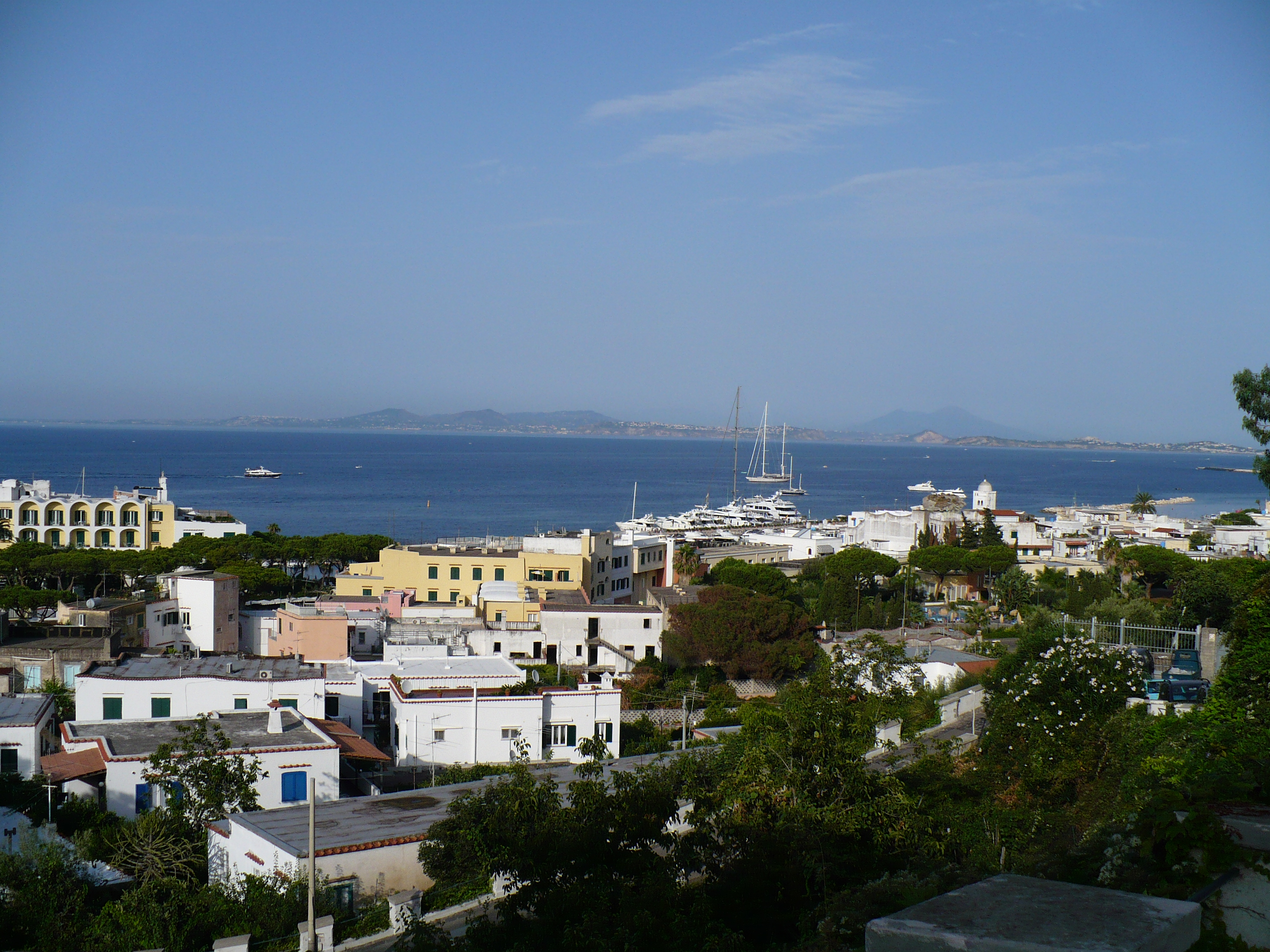
Lacco Ameno da Villa Arbusto
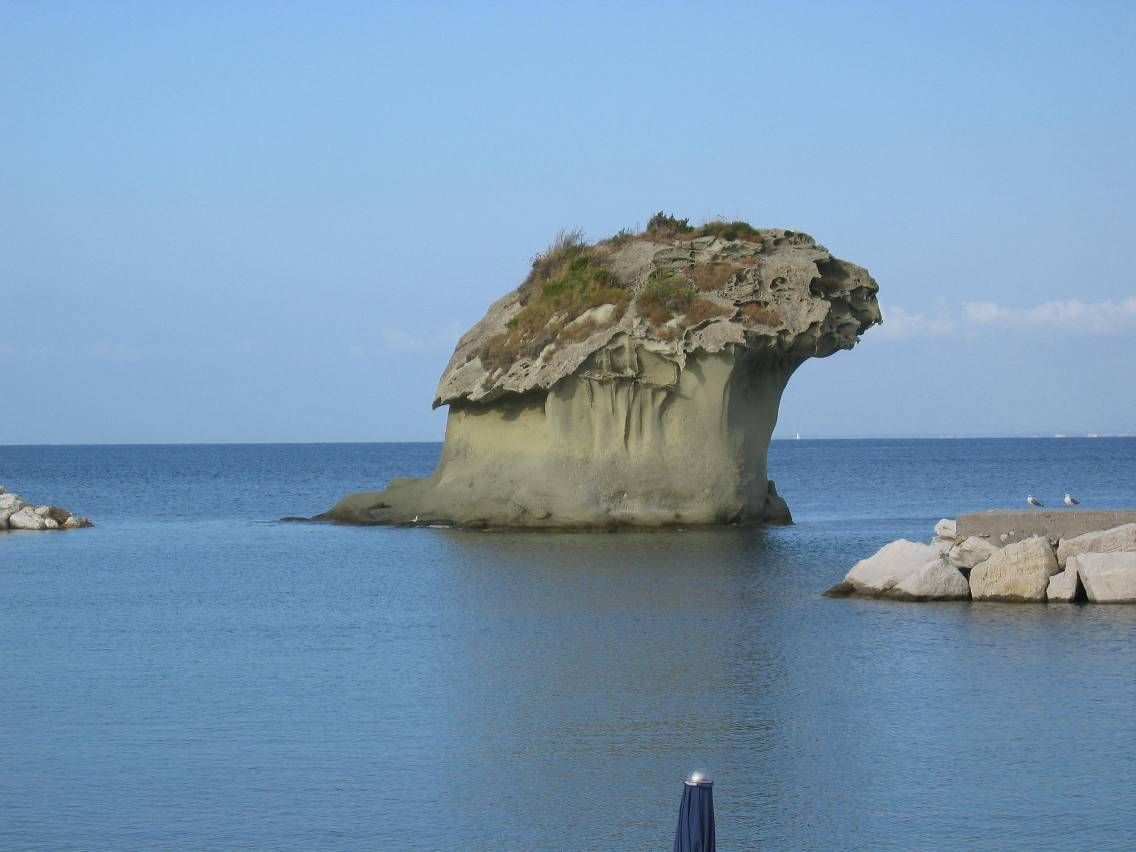
Il famoso e caratteristico "fungo" di Lacco Ameno
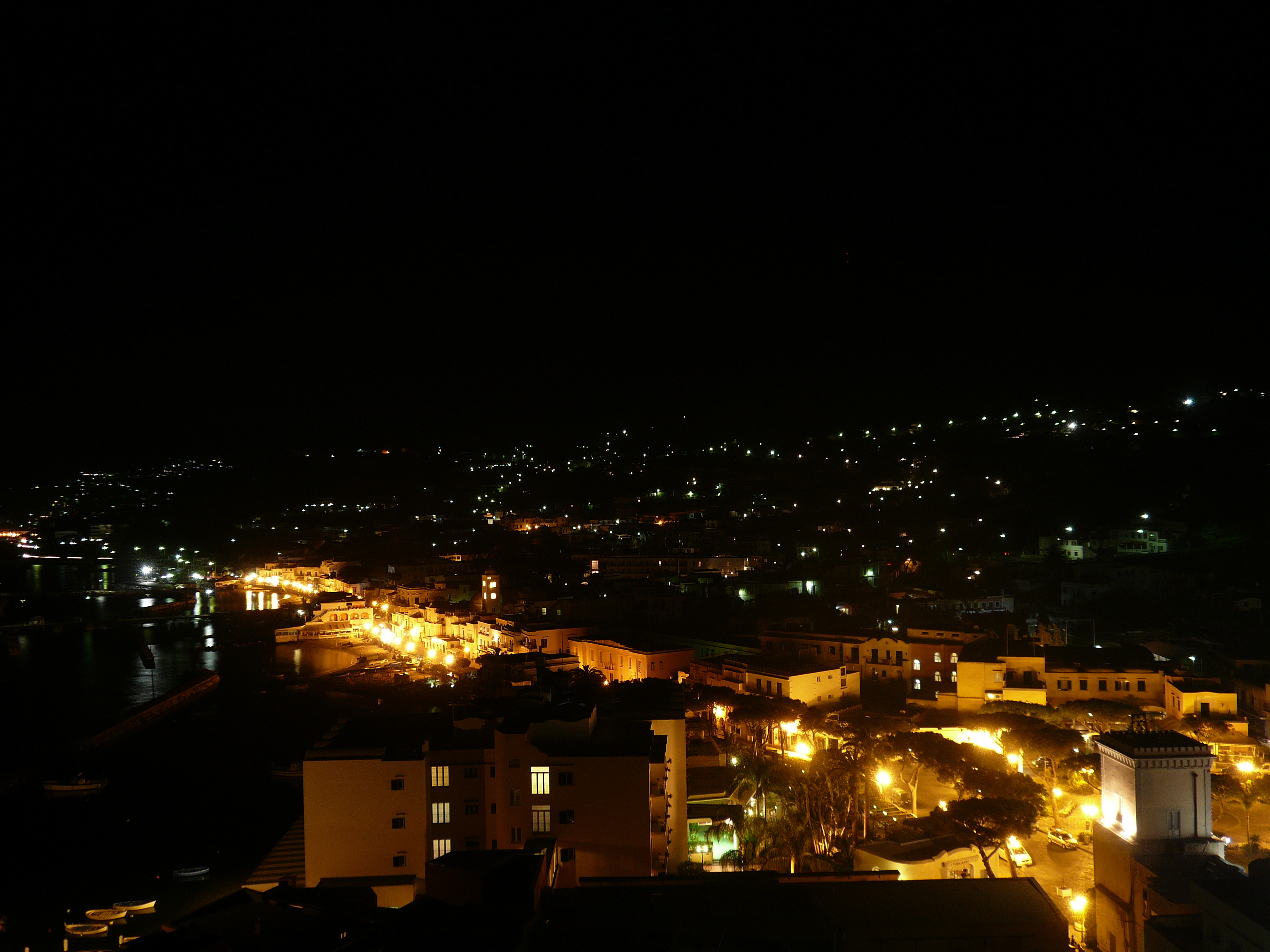
Veduta notturna di Lacco Ameno
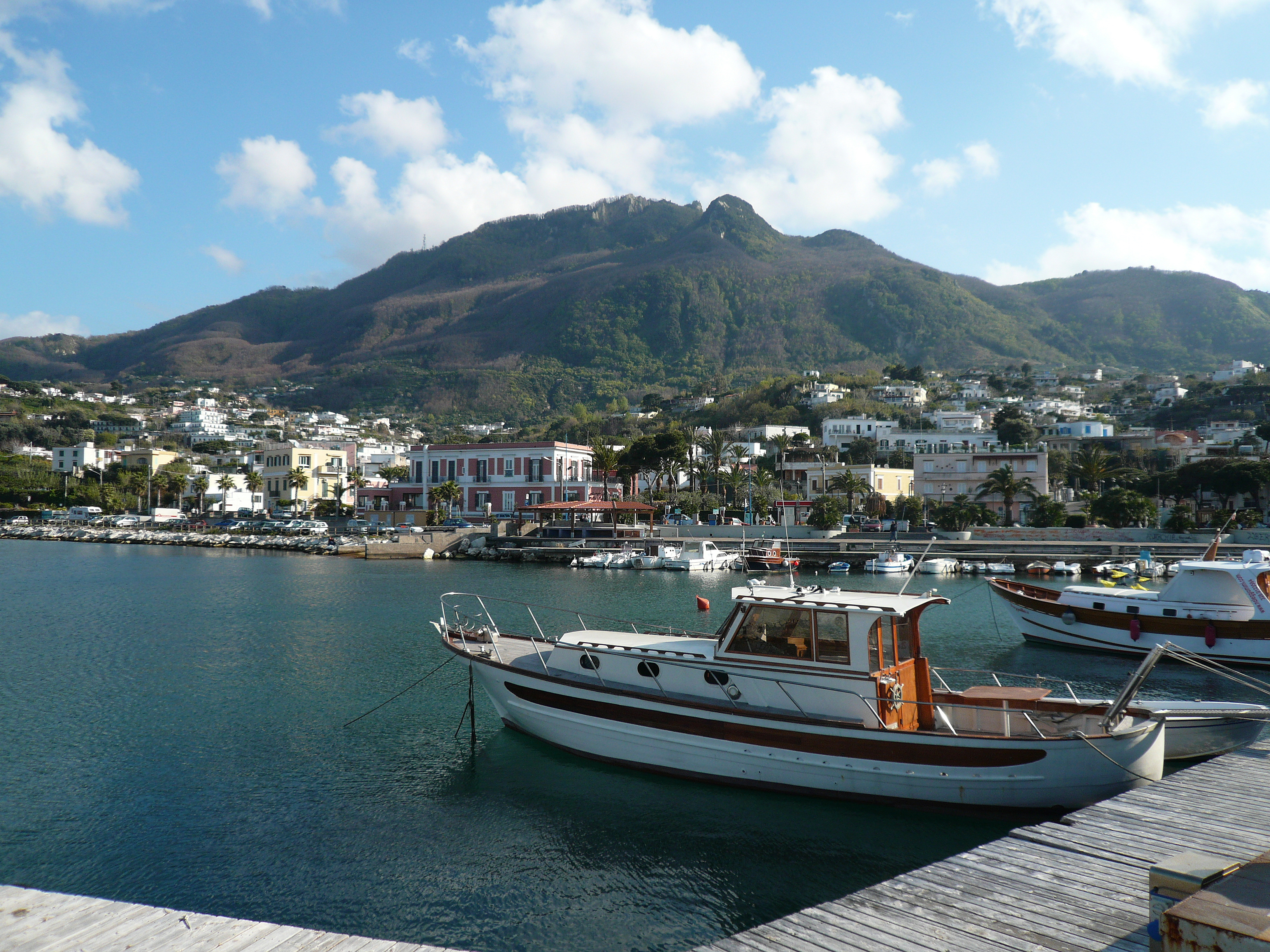
Il lungomare di Lacco Ameno visto dal porticciolo turistico. La scena è dominata dal Monte Epomeo
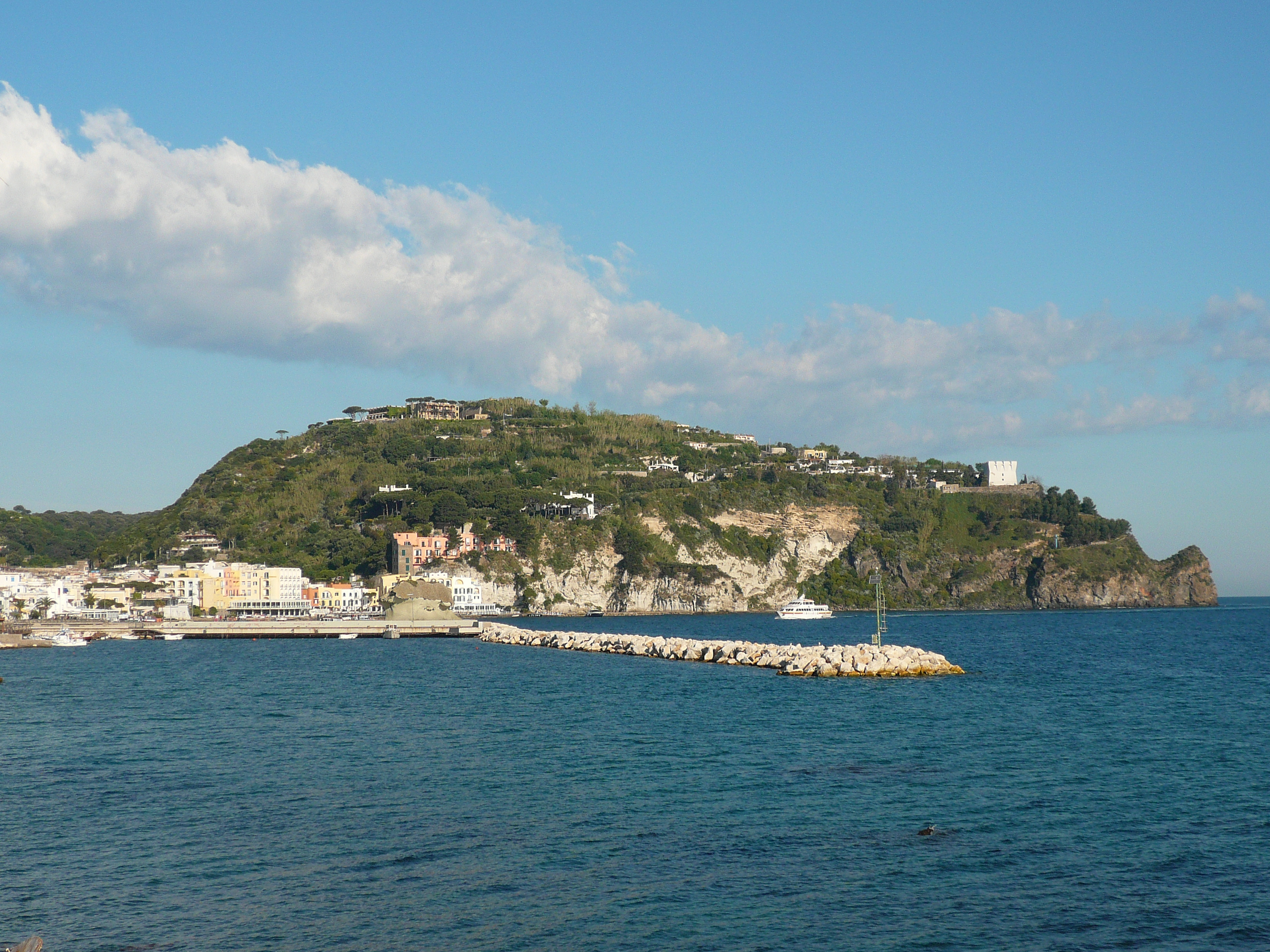
Monte Vico e davanti a questo il Fungo
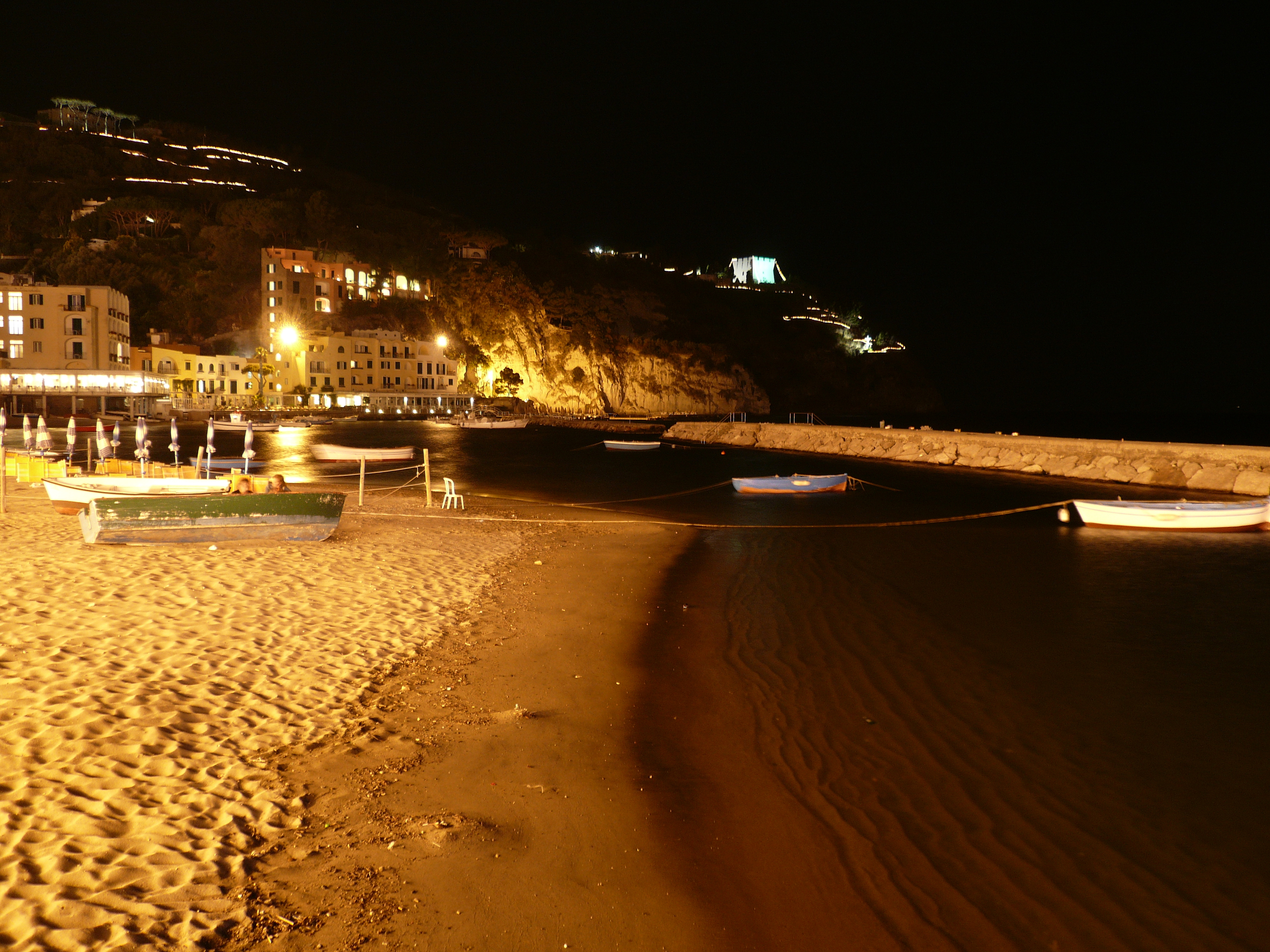
La spiaggia che costeggia il lungomare di Lacco Ameno vista di notte
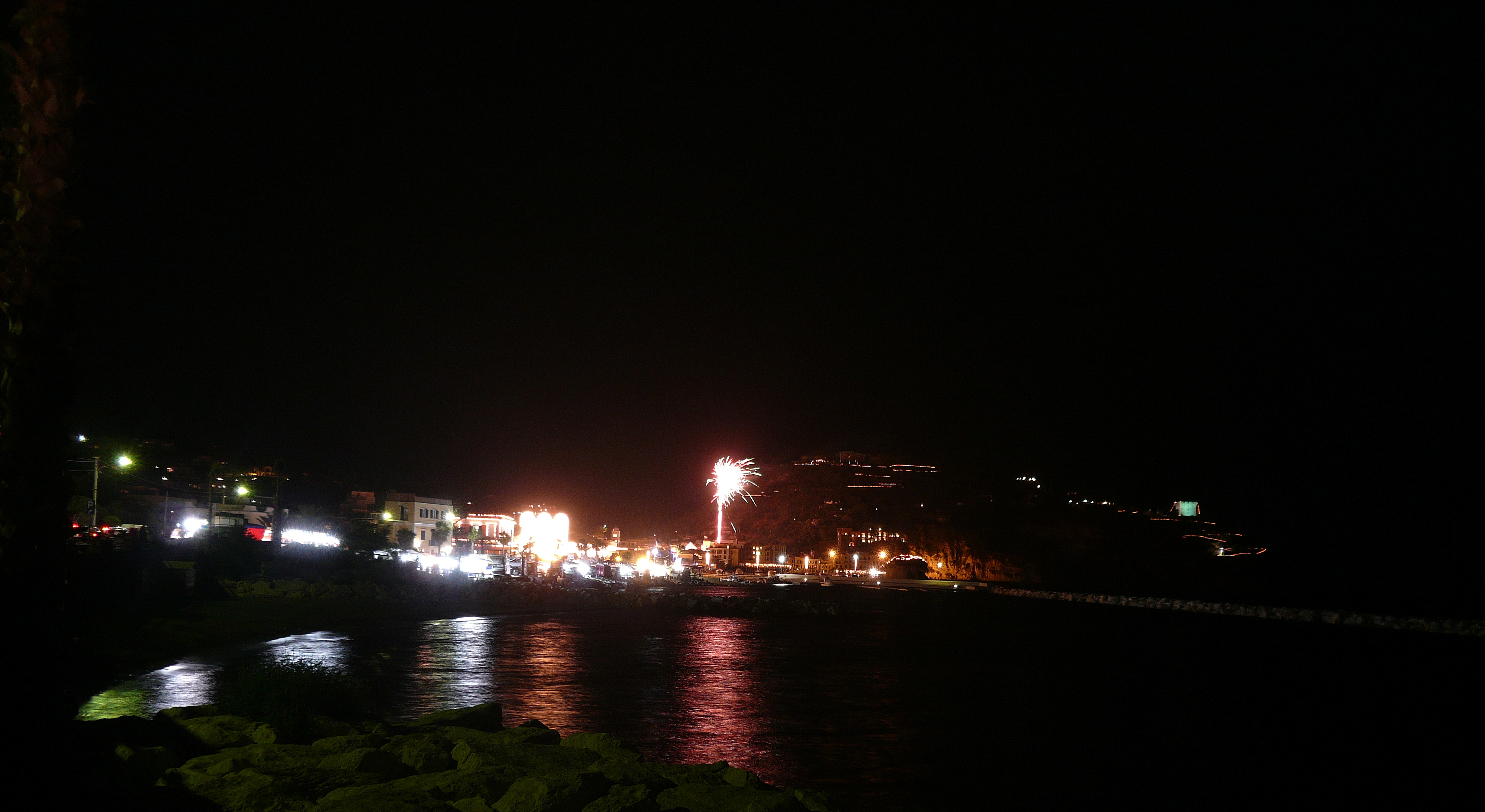
Vista dei festeggiamenti di Santa Restituta, Patrona del comune e dell'intera isola d'Ischia
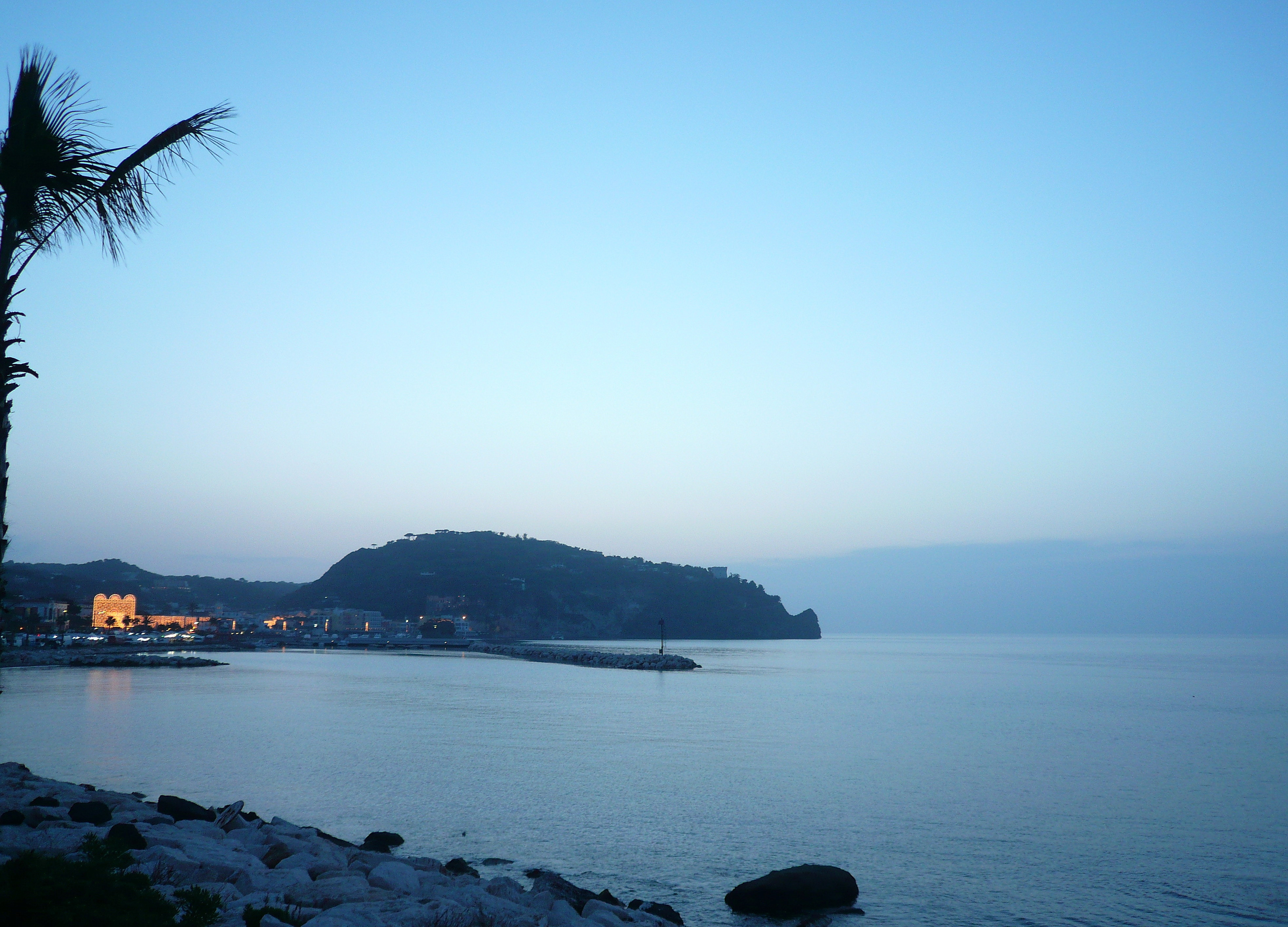
Monte Vico al crepuscolo
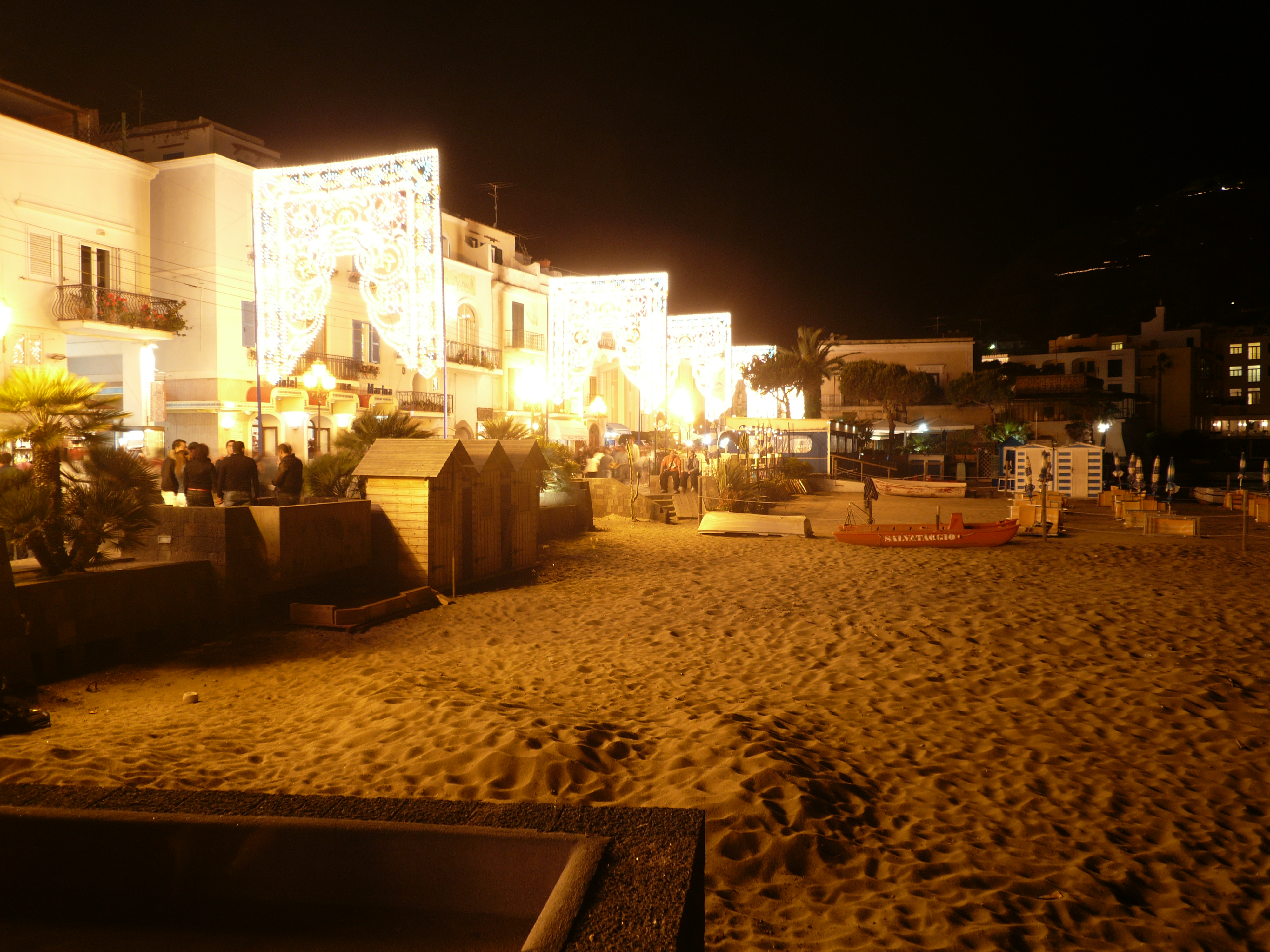
Lungomare di Lacco Ameno illuminato per la festa patronale di Santa Restituta
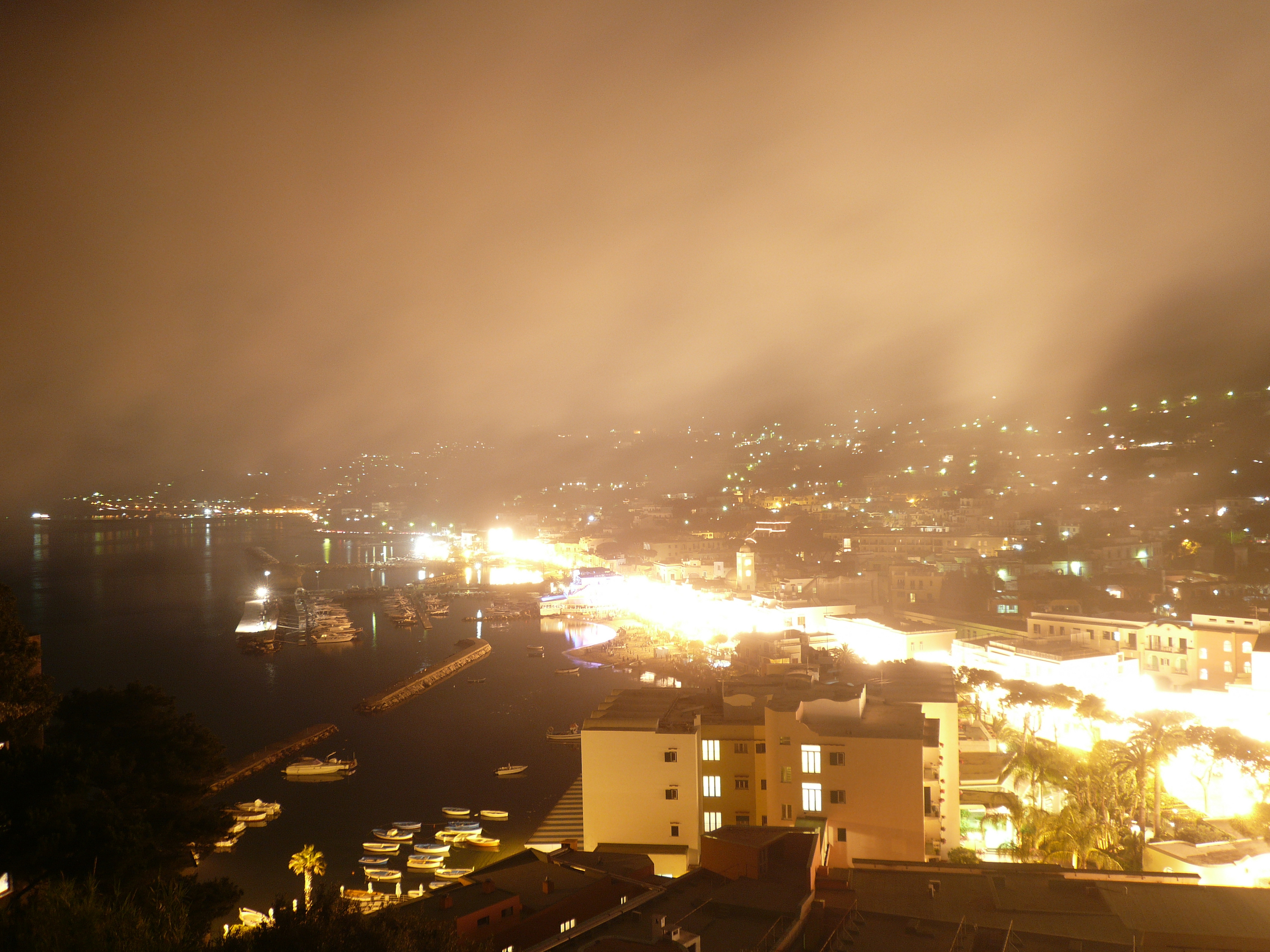
Lacco Ameno illuminata a festa e coperta dal fumo dei fuochi d'artificio
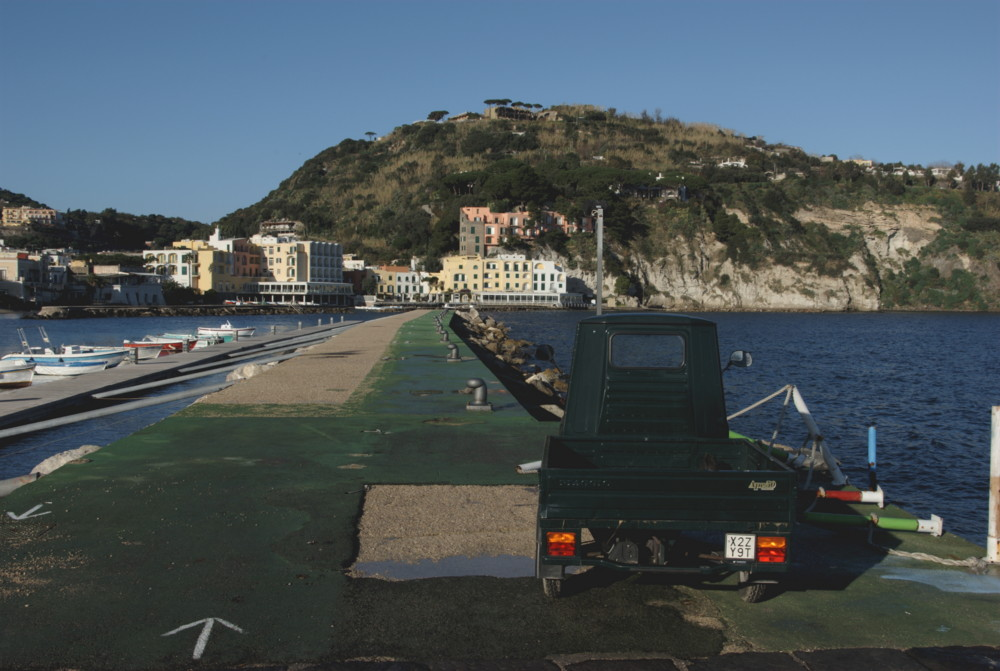
Una banchina del porticciolo di Lacco Ameno
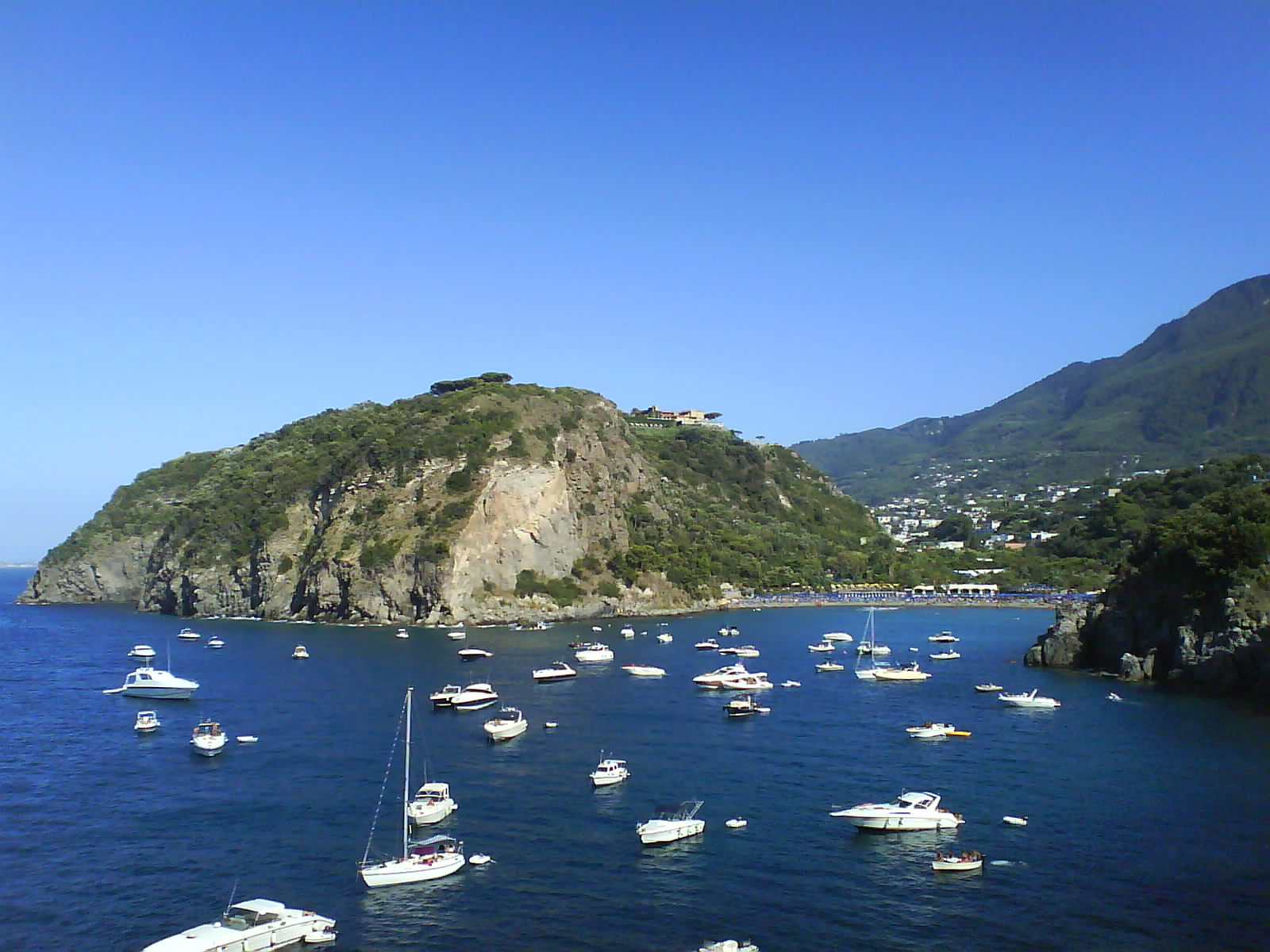
La baia di San Montano vista dal mare